# Great Harwood
Great Harwood est une petite ville située dans le comté anglais du Lancashire, district administratif de Hyndburn, à environ sept kilomètres au nord-est de Blackburn.
La ville possède un important patrimoine industriel.